# Karl Wilhelm Flügel
Pour les articles homonymes, voir Flügel.
Karl Wilhelm Flügel, baptisé le 18 mars 1788 à Berne, et mort le 5 juin 1857 dans la même ville, est un médecin suisse.

## Biographie
Karl Wilhelm Flügel, baptisé le 18 mars 1788 à Berne, est le fils d'un tanneur, Johann Rudolf, et de Maria Katharina Salome. Il reçoit une formation médicale à l'Hôpital de l'Île à Berne, étudie à l'institut de médecine et à l'académie de Berne. Il passe l'examen d'État de médecine et de chirurgie. Karl Wilhelm Flügel fait des voyages d'étude à Heidelberg, Wurtzbourg et à Paris. En 1810 il ouvre un cabinet au Locle puis s'installe à Berne en 1814. Il devient membre de la commission sanitaire bernoise et responsable cantonal des vaccinations. En 1834 il est nommé médecin en chef des troupes bernoises, médecin de la garnison et de l'hôpital militaire de Berne. La même année il est docteur honoris causa de l'université de Berne. En 1835 l'armée suisse le nomme chef du service sanitaire militaire suisse. Karl Wilhelm Flügel est promu colonel en 1841, il est en service actif pour la dernière fois lors de l'affaire de Neuchâtel (1856-1857). Il rédige un rapport critique sur les services sanitaires lors de la guerre du Sonderbund. Karl Wilhelm Flügel meurt le 5 juin 1857 à Berne.

## Publications
- (de) Bericht über den Gesundheitsdienst im 6. eidgenössischen Lager zu Bière im Augstmonat 1830, an den Tit. Herrn Oberstkriegskommissär Hirzel. Haller, Berne 1831.
- (de) Bericht über die Schutzpockenimpfung und Impfanstalt während dem Jahr 1832 an die Tit. Sanitäts-Commission des Departements des Innern der Republick Bern. Stämpfli, Berne 1834.
- (de) Bericht über die Impfanstalt im Canton Bern, vom Jahr 1835. Stämpfli, Berne 1837.
- (de) Verzeichniss der in den verschiedenen gegen den Sonderbund gelieferten Gefechten Gefallenen und Verwundeten der eidgenössischen Armee. 1848.
- (de) Nachträgliches Verzeichniß der Gefallenen und Verwundeten der eidgenössischen Armee unter dem Oberbefehl Sr. Exellenz des Herrn General Dufour sowohl derjenigen, welche als Folge der Gefechte als auch durch zufällige Verletzungen während des Feldzuges gegen die Sonderbundkantone vorgekommen sind; ferner als Anhang das Verzeichnisz der Gefallenen und Verwundeen der Sonderbundsarmee. Jenni, Berne 1848.
- (de) Relation über den Gesundheitsdienst bei der eidgenössischen Armee während dem Sonderbundsfeldzuge im Oktober und November 1847 und über den allgemeinen Zustand des eidgenössischen Militärgesundheitswesens, mit dem Vorschlägen der Konferenzkommission der eidgenössischen Divisionsärzte. Haller, Berne 1849. lire en ligne